# Toon (jeu de rôle)
Pour les articles homonymes, voir Toon.
Toon est un jeu de rôle sur table américain humoristique édité en 1984 par Steve Jackson Games. Les joueurs y incarnent des Toons de l'univers de Tex Avery.

## Histoire éditoriale
La première édition de Toon sort en 1984 en anglais. Outre une édition de luxe sortie en 1991, 6 livres de règles supplémentaires ou de scénarios additionnels sortiront entre 1986 et 2006. Il faudra attendre 10 ans pour que la première édition française voit le jour.